# Lysionotus aeschynanthoides
Lysionotus aeschynanthoides är en tvåhjärtbladig växtart som beskrevs av Wen Tsai Wang. Lysionotus aeschynanthoides ingår i släktet Lysionotus och familjen Gesneriaceae. Inga underarter finns listade i Catalogue of Life.